# Toposa (peuple)
Pour les articles homonymes, voir Toposa.
Les Toposa sont une population d'Afrique de l'Est vivant au Soudan du Sud près de la frontière avec l'Ouganda. Ils prétendent venir des pentes du Mont Zulia, dont ils auraient été chassés par les sécheresses. 

## Ethnonymie
Selon les sources et le contexte, on observe différentes formes : Abo, Akara, Akeroa, Dabosa, Daboso, Dabossa, Dodos, Dodoth, Huma,  
Kare, Kumi, Tabosa, Taposa, Tipesi, Toposas, Toposo, Topotha, Topoza, Topozas.

## Langue
Leur langue est le toposa, une langue nilo-saharienne dont le nombre de locuteurs était estimé à 100 000 en 2000.

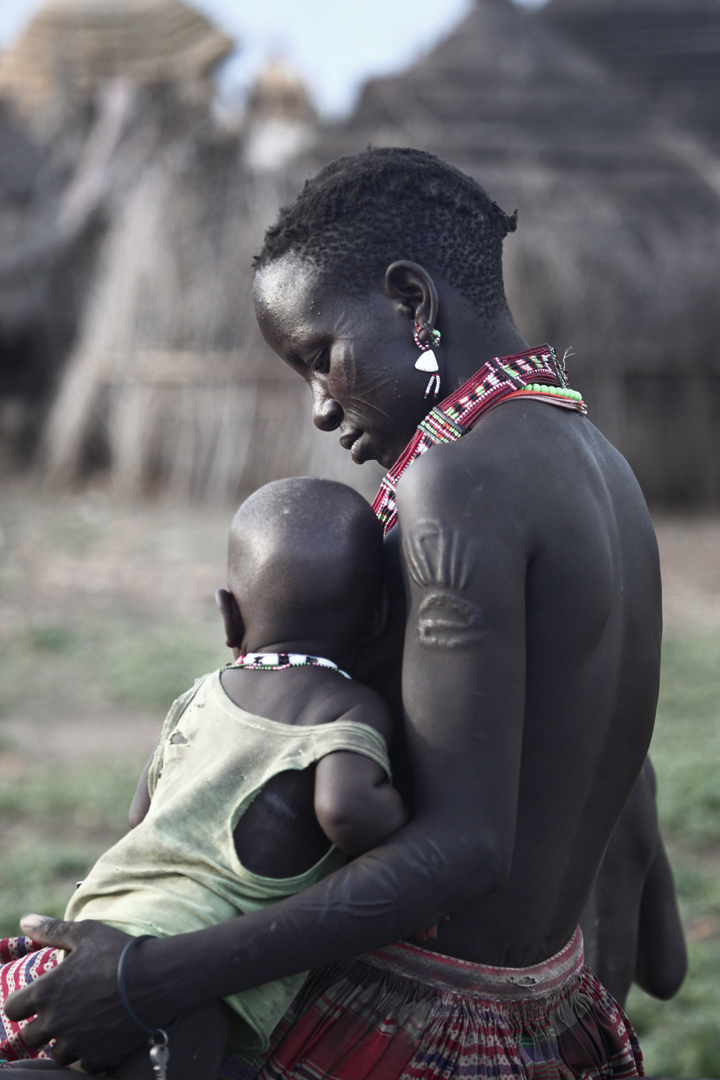
Femme toposa et son enfant

### Filmographie
- (en) Dodoth morning, film de Timothy Asch, Documentary Educational Resources, Watertown, MA, 2007 (tourné en Ouganda en 1961), 20 min (DVD)